# Alfredo Moreno
Alfredo David Moreno (Santiago del Estero, 12 gennaio 1980 – Aguascalientes, 8 dicembre 2021) è stato un calciatore argentino, di ruolo centrocampista.

## Carriera

### Club
Moreno ha iniziato la sua carriera calcistica con il Boca Juniors, facendo il suo debutto il 26 settembre 1999. Ha avuto una breve esperienza di successo con la squadra segnando 5 gol in una partita della Copa Libertadores del 2000 in una partita contro la squadra boliviana del Blooming.
All'età di 21 anni è passato al Necaxa in prestito con diritto di riscatto per la stagione 2001. Ha debuttato in Messico il 21 gennaio 2001 contro il Puebla. Nella sua terza partita, contro il Atlético Celaya, è riuscito a segnare il suo primo gol su calcio di rigore. Il Necaxa acquistò a titolo definitivo Moreno, e quindi tornò al Boca Juniors, dove rimase lì per un anno e mezzo, aiutando la squadra a vincere la Copa Libertadores del 2003.
Dopo aver lasciato il Necaxa, comunque, il Boca Juniors ha inviato Alfredo in prestito allo Shandong Luneng in Cina dove ha avuto difficoltà non solo con la sua abilità calcistica, ma anche con la cultura e con la comunicazione. Più tardi, entra a far parte del Lokomotiv Mosca, in cui è restato soltanto per un mese.
Moreno nel 2003 è tornato a far parte dei "Los rayos". Nella sua terza partita, il 16 agosto 2003, Moreno ha segnato una doppietta, vincendo 2-0 una partita di campionato contro Atlante FC. In quella che sarebbe stata la sua migliore stagione con il Necaxa, Alfredo ha segnato 10 gol in 20 partite.
Nel 2006 ha giocato ancora una volta nella Copa Libertadores, questa volta però con i Tigres UANL a fianco del suo compagno di squadra del Necaxa, Ariel López.
Dopo aver indossato la maglia dei los rayos per più di 5 anni, Moreno si trasferisce l'11 giugno 2007 al fianco di Mario Perez al San Luis FC. Nel torneo di Apertura del 2007, Moreno è stato il miglior marcatore della squadra.
Nel 2008 si trasferisce al Club América giocando 14 partite e segnando 4 gol.
Dopo essere tornato ancora una volta al Necaxa e al San Luis FC, nel 2010 firma un contratto con l'Atlas ma il 10 giugno 2011 torna al San Luis FC.

## Palmarès

### Club

#### Competizioni nazionali
- Campionato argentino: 1

Boca Juniors: Apertura 2000

#### Competizioni internazionali
- Coppa Libertadores: 2

Boca Juniors: 2000, 2003